# باتوری
باتوری (انگلیسی: Batouri) یک شهرک در منطقه شرق، کامرون است که ۳۳٬۵۹۴ نفر جمعیت دارد.

## نگارخانه

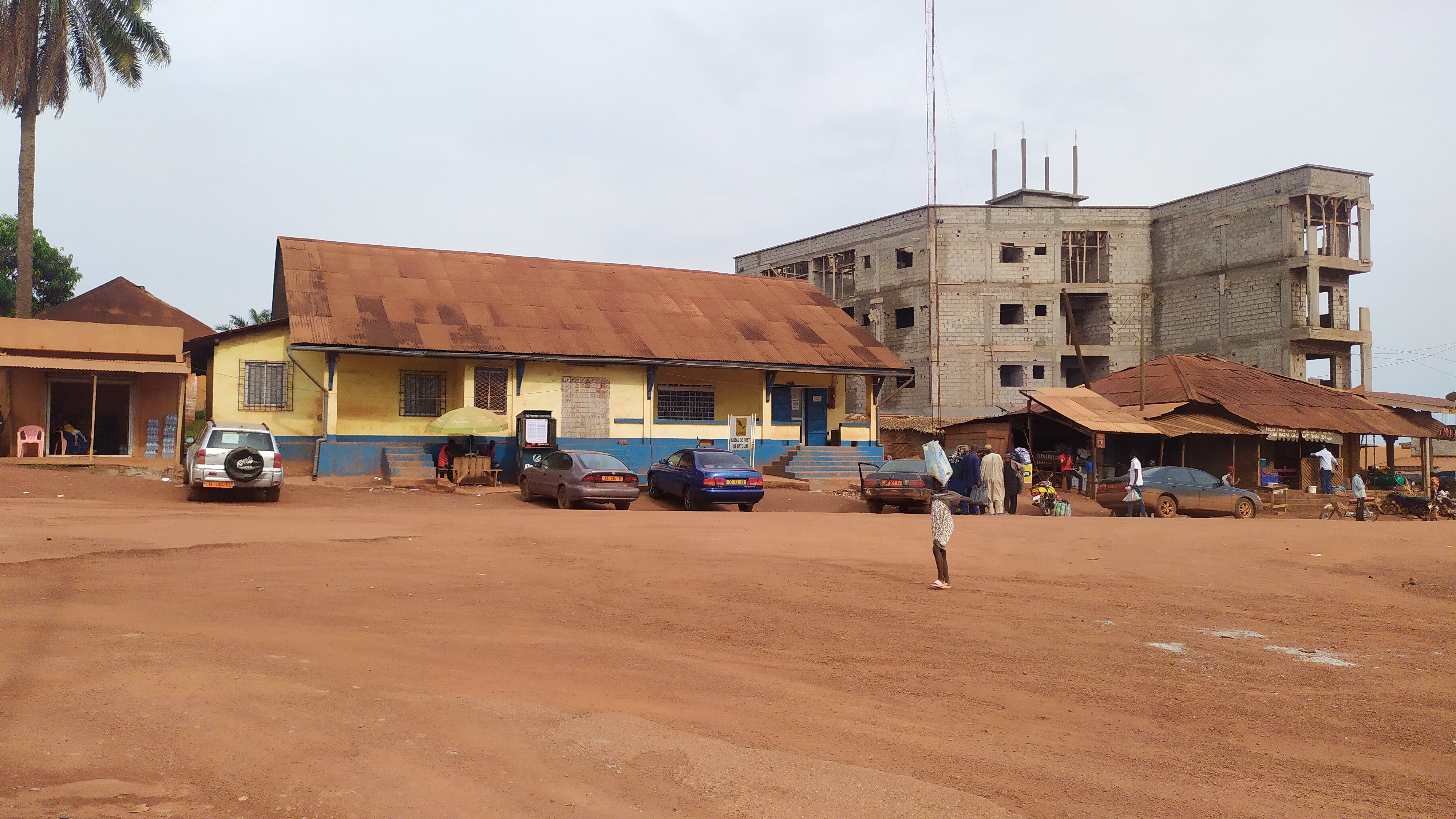
Post office of Batouri
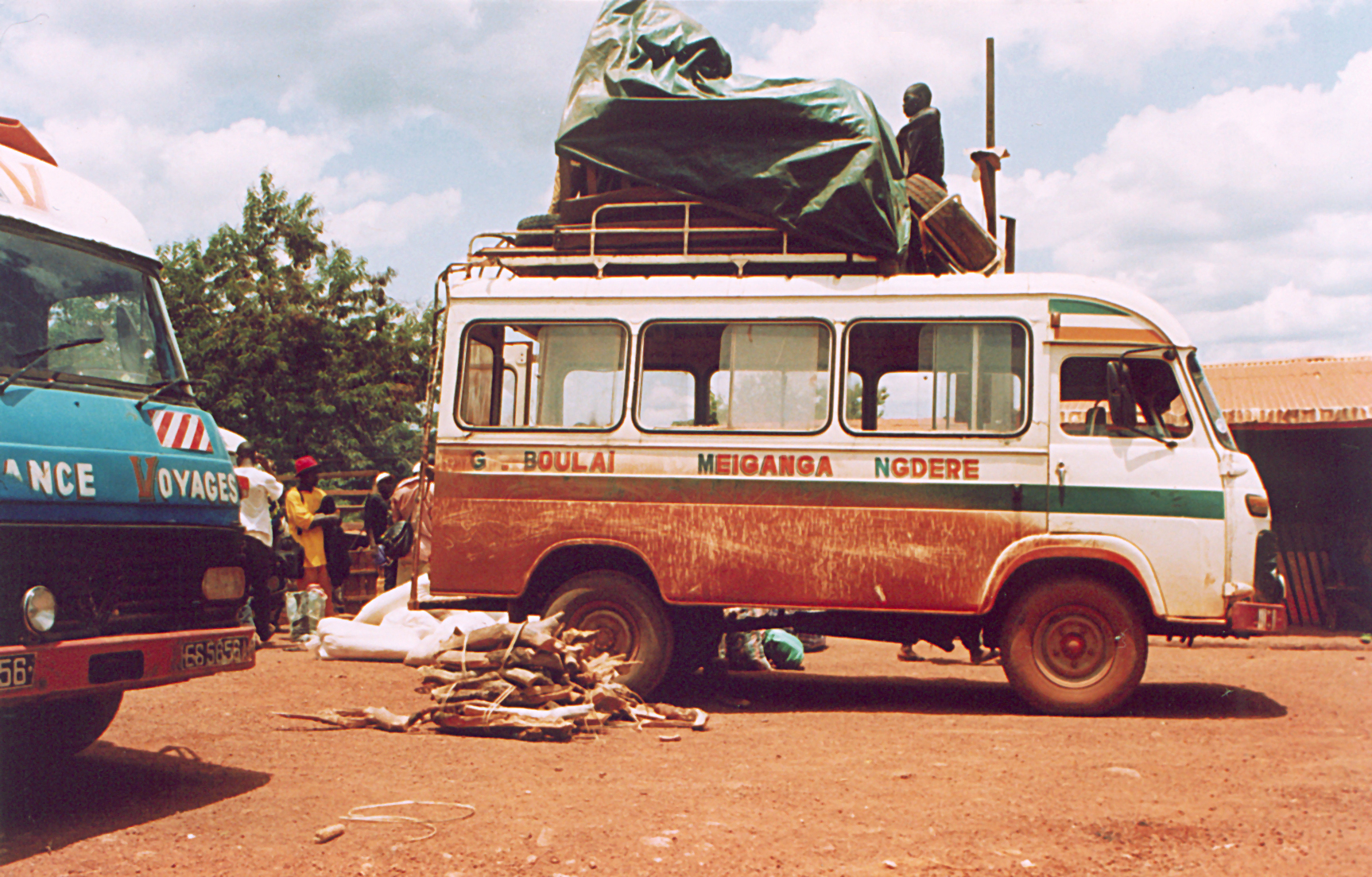
Transportation in Batouri
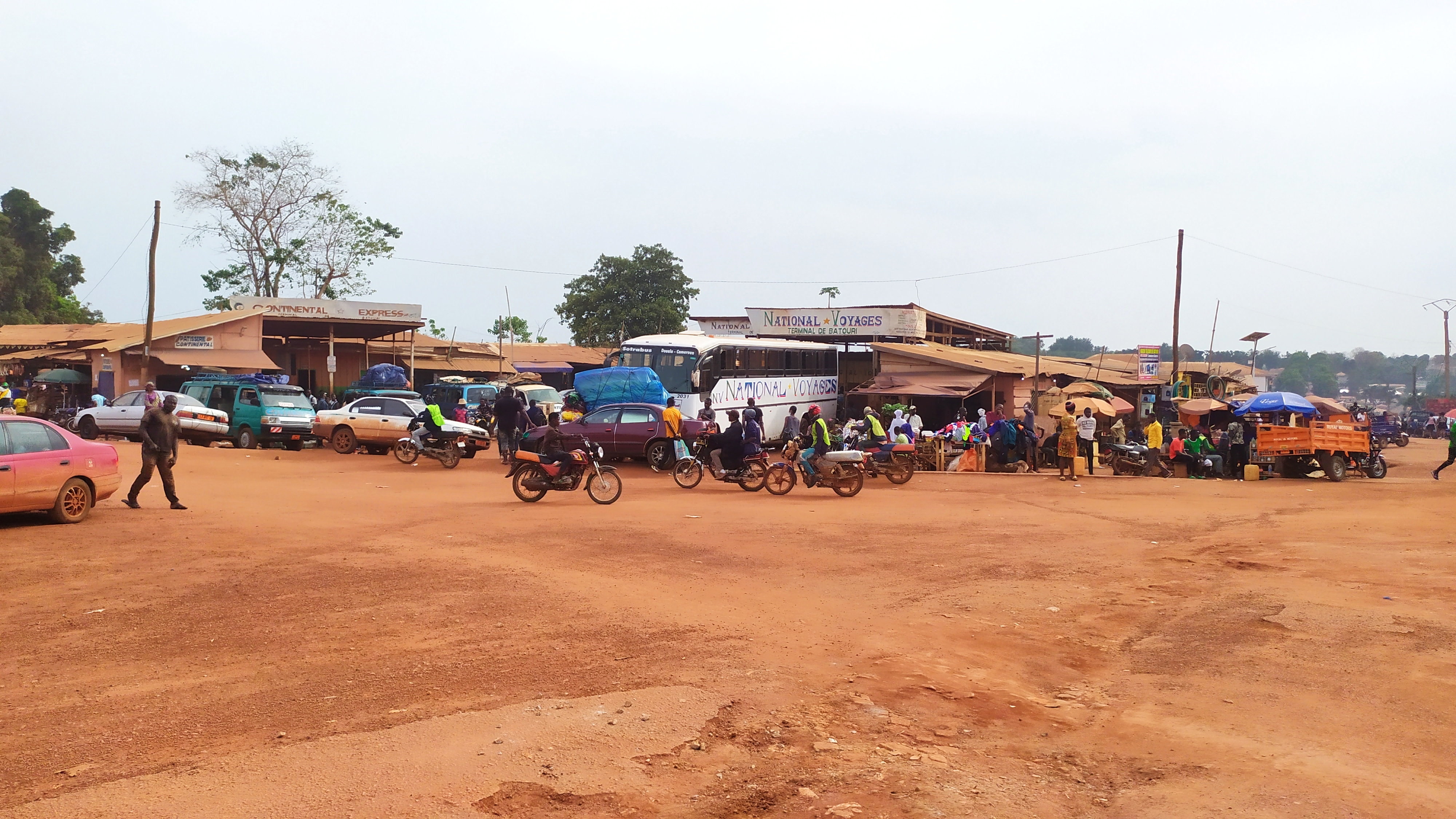
Batouri bus sation
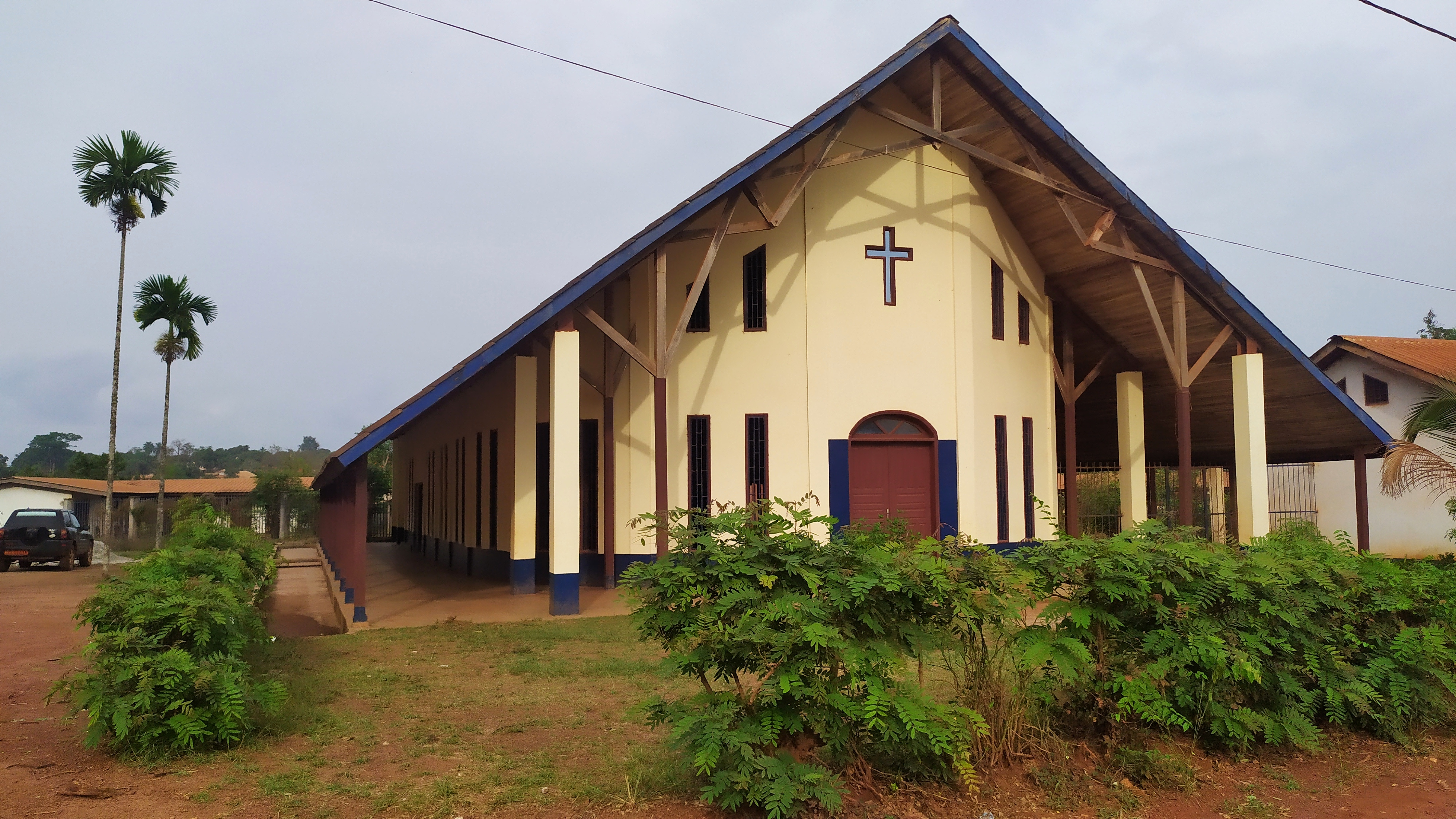
Catholic Church in Batouri